# Dasylirion sereke
Dasylirion sereke ist eine Pflanzenart aus der Gattung Dasylirion in der Familie der Spargelgewächse (Asparagaceae). Ein englischer Trivialname ist „Sereke“.

## Beschreibung
Dasylirion sereke  bildet einen bis zu 50 cm hohen Stamm. Die variablen, wachsartigen, bläulichen Laubblätter sind 70 bis 90 cm lang und 10 bis 15 mm breit. Die gelben Randdornen sind unregelmäßig nach oben gerichtet.
Der rispige, holzige, purpurfarben Blütenstand wird 2 bis 4 Meter hoch. Die zahlreichen Blüten sind gelb. 
Die runden bis elliptischen, violetten Kapselfrüchte sind 7,5 mm lang und 5 bis 7 mm breit und enthalten nur einen Samen. Der geschwollene Griffel an der Frucht ist 1 mm lang. Die dreikantigen Samen sind 3,5 mm lang und 2,5 mm breit.
Die Blütezeit reicht von Mai bis Juni.

## Verbreitung und Systematik
Die seltene Dasylirion sereke ist im Süden des mexikanischen Bundesstaats Chihuahua endemisch. Diese kaum bekannte Art wächst an steinigen Hängen, auf vulkanischem Untergrund und in Waldland in Höhenlagen von 1800 bis 1950 Meter.
Die Erstbeschreibung erfolgte 1998 durch David John Bogler.
Dasylirion sereke gehört zur Sektion Glaucophyllum in der Gattung Dasylirion. Charakteristisch ist der geschwollene Griffel. Nahe verwandt ist Dasylirion sereke mit Dasylirion wheeleri und Dasylirion durangense, jedoch sind Unterschiede in der Fruchtstruktur erkennbar.

## Nachweise